# 霊剣山
『霊剣山』（れいけんざん、簡体字中国語: 从前有座灵剑山、繁体字中国語: 從前有座靈劍山）は、国王陛下によるウェブ小説。中国の『創世中文網』にて2013年6月29日から2015年7月26日まで連載された。
猪画×菌小莫によるウェブ漫画が中国の『テンセントアニメ』（テンセント）にて2014年8月8日から連載中。2016年に日本と中国の共同企画でアニメ化された。2019年には許凱、張榕容主演でドラマ化され、2019年11月より中国の動画配信サービス『iQIYI』『テンセントビデオ』で配信が開始された。日本では2020年2月7日よりNetflixにて配信されている。

## 導入知識
修仙とは仙道を目指して仙人になるために修行をすることで、修行中の人は修士と呼ばれる。
修仙は長生きして、自由に生きるために行う。修行を始めると自動的に修為を得て、寿命も修行段階によって伸びていく。寿命が伸びるだけではなく、修行によって外見を自由に改変したり、仙法や法術が使えるようになる。地位も一国の皇帝より高くなる。仙人（真仙）になれば寿命がほぼ無限になり、仙界へ行くことができる。
霊剣山の世界は中国古代に見えるが、仙術文明によって文明がかなり発達している（テレビ、電話、パソコンらしきものも存在する）。

## 登場人物

### 主人公
王陸（おうりく）
声 - 代永翼 / slayerboom
本作の主人公。物語開始時の年齢は12歳。自称「プロ冒険者」。付き人の王忠とは幼なじみ。王舞の真伝弟子。
蒼溪州大明国、東道府武侯県にある狗耳山王家村で生まれ育った。両親は村一番の金持ち。3歳の頃、家の書庫にある古籍で天霊根は修行なしでも天地にあふれる霊気を感じることができることを知った。彼はもともと聡明なため、すぐに自分はその天霊根の持ち主だとわかった。そして自分の由来を知りたいと、修仙する道を目指した。王陸が霊剣派を選んだのは家に近いだけではなく、霊剣派と深い縁があることもある。
天霊根だと思ったら実はさらにレアな空霊根だと昇仙大会の追加面接する時に判明した。しかし空霊根で修行できる方法がないため一度落選された（アニメでは家元（風吟）が近眼の状態で名簿を見たのが原因で、間違えて違う者を弟子に指名してしまった）が、その後雲霄古銭の特権を使って王舞の真伝弟子になった（アニメでは他の長老が適当な理由をつけて断った末に王舞に押し付けた）。
性格面ではかなり図々しくて毒舌なキャラ。毒舌の裏腹は誰にもわからない優しさや気配りが隠れている。いわゆるツンデレで誤解されやすいタイプ。身内には優しいがそうでない人に対してはかなり厳しい。変態発言を時々する。
霊剣山の昇仙大会で海雲帆と親友になった。離れ離れになってもずっと文通している。
漫画版
原作では「黒髪黒目」「武侠風の服装」と形容されているが、「金髪碧眼」「仙俠系の服装」に変更されている。
アニメ版
漫画版の改編に伴い、上記の要素を受け継いでいる。

### ヒロイン
王舞（おうぶ）
声 - 山口由里子 / 四刀辉彰
本作のメインヒロイン。霊剣派第五長老。
天女を彷彿させる出で立ちをした絶世の美女。しかし、その美貌とは裏腹に王陸と肩を並べる毒舌家。
玲（れい）/ 鈴
声 - 中村繪里子 / c小调

瑠璃仙（るりせん）
声 - 畑中万里江 / 阎么么

あや（中国版は「阿娅」）
声 - 庄司宇芽香 / 涩尕猫
金髪をポニーテールにした女性。酒家（レストランと同義）を経営するが料理の腕とセンスは壊滅的なため、閑古鳥の鳴く毎日を送っている。
その反面、フェンシングやサーブルなど西洋剣術の達人で、王陸も師事したことで剣の腕を上げることになる。
アニメ第二期で王陸はあらゆる毒に対する耐性をつけるため、あやが作る料理のフルコースをあえて食べていた。

### 霊剣派（れいけんは）

#### 天剣堂（長老会）
天剣堂（てんけんどう）
創立者（開山祖師）霄雲真人

風吟（ふういん）
声 - 松田健一郎 / 图特哈蒙

劉顕（りゅうけん）
声 - 野中秀哲 / 大象

方鶴（ほうかく）
声 - 喜山茂雄 / 郭盛

周明（しゅうめい）
声 - 遠近孝一 / 张震

王舞
霊剣派第五長老。詳細は#ヒロインを参照。

陸離（りくり）
声 - 高橋英則 / 瞳音

傲観海（ごうかんかい）
声 - 岩崎征実 / Babike
霊剣派第七長老。
西夷大陸から来た修士。青雲峰の管理者。修行レベルは元嬰頂点レベル。王舞を尊敬している。
傲観海の同音「奥観海」はオバマ大統領のニックネームである。

華芸（かうん）
声 - のぐちゆり / 霙念汝

#### 真伝弟子
王陸
詳細は#主人公を参照。

瑠璃仙
詳細は#ヒロインを参照。

#### 内門弟子
王忠（おうちゅう）
声 - 小林大紀 / 叮当
蒼溪州大明国東道府武侯県にいる商人の息子。5歳の時、両親が事故で死んだため、両親の友達である王陸の父親に引き取られ、王陸の付き人となる。
王陸とは遠い親戚らしく一応従兄弟。物語が始まる時は12歳。
付き人だが待遇がかなり良かったらしく王陸の両親に大事に育てられて幼馴染の王陸にも陰ながら守られていた。
なんでもできる王陸にはずっと憧れていたが、太陽（王陸）が眩しすぎたか王陸に負い目を感じて逆らえない。
性格としては引っ込み思案で弱気でごく普通な男の子。
「名前に忠という字がついてるが、反骨の相が出てる」と海雲帆に言われているが、「忠」は必ずしも「忠義」の忠ではなく「自分に忠実する」の忠でもあるため、ある意味名前通りの性格。
アニメマンガと原作小説の違い
原作小説では王陸に裏切ったような行為は一切していなかった。あえて言えば、付き人がご主人から離れることくらいであった。しかしその行為もご主人に許可されたため、裏切ることにはならない。序章がかなり変更されたマンガでは荷物を売り払っていなかったが、性格は原作小説と違う。

聞宝（ぶんほう）
声 - 林大地 / 李璐
滄瀾国（そうらんこく）国師の息子。玄鉄剣法を得意とするが気弱でのんびりとした性格なため、当初は怒った時にしかその力を発揮できていなかった。
王陸との剣の修業をしていく内に成長していく。幅広の双手剣を得物にしている。
朱秦（しゅしん）
声 - 伊東健人 / 王晨光
蒼渓州にある大明国という国の皇太子。

岳雲（がくうん）
声 - 深町寿成 / 宝木中阳

霍穎（かくえい）
声 - 米澤円 / 小连杀

#### 外門弟子
岳謦瑶（かくけいよう）
声 - 佐藤美由希 / 程愿
修仙名門岳家のお嬢様。王陸たちと同期に入った外門弟子。聞宝が片思いしている相手。

文茵（ぶんいん）
声 - 江口菜子 / 张冰冰
王陸たちと同期に入った外門弟子。岳謦瑶の友達。

孫（そん）
声 - 浜添伸也 / 曹云图

呂（ろ）
声 - 川島慶嗣 / 李铫

袁（えん）
声 - 田中健大 / 皇贞季

### 万法仙門（まんほうせんもん）
海雲帆（かいうんほ）
声 - 西田雅一 / 天悬星河

### 盛京仙門（せいきょうせんもん）
志峰真人（しほうしんじん）
声 - 川田紳司 / 陈喆
万仙盟盟主である盛京仙門所属の元嬰四品。

孔嶂道人（こうしょうどうにん）
声 - 樫井笙人 / 皇贞季

### 蒼渓州王家村
王富貴（おうふうき）
声 - 田中完 / 宝木中阳
王陸の父。村人たちが七星門を崇める中、息子の王陸の存在もあってか、絶対的に信じておらず、村人たちに金を出して七星門たちを饗すことを迫られていたが渋っていた。しかし、その後にも村長を庇うなどの人格者。

王隋氏（おうずいし）
声 - 小林未沙 / 小连杀
王陸の母。

村長
声 - 糸博 / 高枫
王富貴に七星門に金を出すように説得していたが、王陸たちが新教派の「智教」を創り、霊気の通り道を邪魔しないため、家を壊すように言われて、村人にも迫られ、強行突破されそうになるが、王富貴の説得により、その場では家を失うことはなかった。

### 七星門（しちせいもん）
周先生（しゅうせんせい）
声 - 坪井智浩 / 元气纣
七星門の修士。王氏村で、人造霊根を使い、まやかしの修仙の夢を見させて、民から金品を奪う悪党。

何均（かいん）（中国版は「何昀」）
声 - 大林隆介 / 图特哈蒙
七星門の六つ星の長老。房中術を経由して修行を行う。霧飛花と双修道侶。女癖がひどく悪いが、女の胸の大きさには異常にこだわっており、貧乳は大嫌い。そのため、潜入した玲を「胸が無いから」と叩き出した。智教を設立した際の協力者。王陸を認め、聞宝を気遣い、分別があるなど、上記の行いほど人格は腐っていない様子。

霧飛花（むひか）
声 - 柚木涼香 / 小连杀
七星門の四つ星の修士。房中術を経由して修行を行う。絶世の美人で魅惑的。イケメンが大好き。何均と双修道侶。智教を設立した際の協力者。

謝持（しゃち）
声 - 宇垣秀成（少年期：米内佑希） / 李铫
七星門の長老。何均と幼馴染。何均のことを慕って「兄さん」と呼び慕っていたため、裏切られた際には怒りを露わにした。何均を殺そうとしたが、玲たちに止められ、智教に参加することになる。

小虎（ことら）
声 - 徳石勝大（少年期：大井麻利衣）/ 刘明月
王陸の幼馴染。七星門に入門している。

葉初塵（ようしょじん）
声 - 玄田哲章 / 万力
七星門の家元。修行レベルは虚丹。

### その他
梁秋（しゃんしゅう）
声 - 佐藤美由希 / 叶知秋
王陸がもつ霊宝「坤山剣」の剣霊。
謝公子（しゃこうし）
声 - 内匠靖明 / 笑谈

雲公子（うんこうし）
声 - ランズベリー・アーサー / 皇贞季

李公子（りこうし）
声 - 後呂直樹 / 夏侯落枫

李娜娜（りなな）
声 - 甲斐田裕子 / 杨希

芳（ほう）ちゃん

黄（こう）ばあちゃん

クマ
声 - 落合福嗣 / 可爱小狼

仙秦始皇帝（せんしんしこうてい）、徳勝太祖（とくしょうたいそ）
過去に空霊根を持っていた人物。

蓬莱先祖（ぼうらいせんぞ）、妙璽真人（みょうじしんじん）
末法時代に死んだ人。

赤音真人（せきおんしんじん）
霊気の枯渇が原因で精神が錯乱した人。

## 背景設定・用語

### 地理・場所

#### 九州大陸（きゅうしゅうたいりく）
この世界で一番大きな大陸。ストーリーのメインステージである。この大陸には9つの大きな州が集まっている。
- 蒼渓州（そうけいしゅう）

大陸の辺境に位置する州。大明国や霊剣山などはここに所在している。
大明国（だいみんこく）
蒼渓州に位置する一大国。朱秦はこの国の皇太子で、王陸と王忠はこの国に属している平民。
血雲峡（けつうんきょう）
大明国の辺境に位置する死の谷。
滄瀾国（そうらんこく）
蒼渓州に位置する小さな国。聞宝はその国の国師の息子。
雲泰帝国（うんたいていこく）
九州の中でトップの一位や二位を争う強国。
霊溪鎮（れいけいちん）
霊剣山の山元にある小さな町。女将さんこと玲はここに住んでいる。
霊剣山（れいけんざん）
蒼渓州の霊気が一番濃い場所に位置している山。剣の形をしている山の峰から霊剣山という名づけた。凡界から見ては山は峰が一つしかないように見えるのだが、実は12つもある。
- 東籬州（とうりしゅう）

万法仙門はここに所在している。
- 嶺南州（れいなんしゅう）
- 百黎州（ひゃくれいしゅう）
- 天南州（てんなんしゅう）
- 中州（ちゅうしゅう）

大陸の中心。盛京仙門はここに所在している。
- 雲州（うんしゅう）

雲台山、雲泰帝国はここに所在している。
- 幽州（ゆうしゅう）
- 漢州（かんしゅう）

- 白月国（はくげつこく）

### 修仙門派（しゅうせんもんぱ）
修仙する宗門の流派。一門の流派。
一門派の作った人は「開山掌門（かいざんしょうもん）」「祖師爺（そしや、中国語はズシーイェー）」と呼ばれる。
門派の中に使うルール・法律を「門規（もんき）」と呼ぶ。
門派の中にいる地位階級
- 太上長老（たいじょうちょうろう）

引退した掌門（しょうもん）や引退した長老。引退した後でも今の掌門や長老たちより地位が高い。事務などに関わることがなくひたすらに修行に励む。緊急事態の時しか出てこない。いわゆる最後に使う切り札のような存在。霊剣派は百年前の災難のせいで太上長老がいない。
- 掌門（しょうもん）

日本語では家元になってる。一門派の最高責任者である。
- 長老（ちょうろう）

掌門を補佐し、門派の事務を処理する存在。門派にある学堂の講師なども務める。
- 首席弟子（しゅせきでし）

門派の中で一番優秀の弟子。掌門（しょうもん）の地位を継げる存在。
- 真伝弟子（しんでんでし）

長老に認められ、長老の衣鉢を継げられる弟子。定員は一人二人しかいない。
- 内門弟子（ないもんでし）

厳しい試練を超えてやっと門派に入った精鋭。あるいは長老がスカウトした弟子。定員は外門弟子に比べればかなり少ない。人が少ない門派では十数人しかいない。人が多い門派でも百数人ぐらい。
- 外門弟子（がいもんでし）

一般の弟子。定員が一番多くてそして地位も一番低い。
つまり、精鋭軍と一般軍の差。
内門弟子の地位は外門弟子より一つ高い上に、もらえる資源と受ける授業も違う。
霊剣派の外門弟子になるには素質が足りればいいのだが、内門になるには心の強さ、賢さ、要領のよさ、運、人の関係に対する処理能力などが必要となる。

#### 万仙盟五絶（超品門派）
万仙盟（まんせいめい）
名前通り千や万を超えた修仙門派が結成した同盟グループ。
修仙界をまとめる組織。そして修仙連合国のようなもの。
その頂点に君臨する門派は盛京仙門、万法仙門、昆侖山、軍皇山、霊剣山。このトップ5は万仙盟五絶（ばんせいめいごぜつ）という。
万仙盟五絶（まんせいめいごぜつ）
霊剣派（れいけんは）
修仙界の頂上に君臨するスーパー名門の末席にいる門派。蒼溪州の資源を独占している。
天然霊根しか認めておらず、教育方針は素質と基本を重要視する。
剣一つですべての法を破ることを強く主張している門派。そのためか、ほとんど剣修しかいない。もともと少数精鋭主義だが、百年前の災難によって人員が更に激減し、今は全門派含めても二百～三百人しかいない。
門派の教訓は「求真（きゅうしん）、求善（きゅうぜん）、求種（きゅうしゅ）」である（その求とは求める、こだわるのことを同時に意味する。種は気骨と種-たね-を同時に意味する）。
- 塵緑堂（じんりょくどう）

万仙盟の蒼渓州出張所。
- 十二の峰

- 逍遙峰（しょうようほう）

外門弟子が住んでいる場所。霊剣学堂が設置してある。ここの食堂はみんなの心を癒せる場所。
- 縹緲峰（ひょうみょうほう）

内門弟子が住んでいる場所。ここの食堂はみんなの悪夢。
- 無相峰（むそうほう）

王舞と王陸が住んでいる場所。元々綺麗だった場所だが、王舞が霊草霊木などを売り払ったため、かなり貧相な山になっている。
- 星辰峰（せいしんほう）

家元が住んでいる場所。
- 通明峰（つうみょうほう）

周明と瑠璃たちが住んでる場所。
- 四象峰（しぞうほう）

- 蔵剣峰（ぞうけんほう）

剣塚がある場所。
- 青雲峰（せいうんほう）

薬草がたくさん生えていて霊獣などがたくさん住んでいる場所。
- 望月谷（ぼうげつこく）
- 青龍峡（せいりゅうきょう）
- 蓮花池（れんかち）
- 四相峰（しそうほう）
- 霊池峰（れいちほう）

天策堂（てんさくどう）
霊池峰の事務所の入っている建物。
霊地斎（れいちさい）
- 天剣堂（てんけんどう）

星辰峰に設置した建物。霊剣派の管理層が会議する場所や、他の事務を処理する場所でもある。
- 騰雲堂（とううんどう）

逍遙峰に設置された学堂。つまり学校や塾のような場所である。
- 玄雲堂（げんうんどう）

縹緲峰に設置している建物の一つ。他の門派と交流するために設置した建物。会議室や宴会会場などがある。王陸たちが面接をうけた場所。
- 雲麓天台（うんろくてんだい）

霊剣派の最高等級の武道場。
- 四大洞天（しだいどうてん）

門下生たちを鍛えるために作った特別な空間。そして昇仙大会で試練場として使われた場所。その四大洞天とは氷風谷（ひょうふうだに）、赤脊山（あかせきやま）、幽冥洞（ゆうめいどう）、青雲峰（せいうんほう）である。アニメで王陸たちがモンマスと戦っていた所は氷風谷だった。そして、王陸が無理矢理玄霜剣を使ったせいで壊れて、今はメンテナンス中。
万法仙門（まんぽうせんもん）
修仙博物館と言われている門派。どんな種類の功法、法術、法宝も持っている。戦闘力があまり強くはないが、最前端の仙法技術を持っている門派。仙術文明の発展に多く貢献している。
この門派は研究オタクがメインのせいか、ほとんど男性しかいない。
盛京仙門（せいきょうせんもん）
人数が一番多く（数万人もいる）、総合実力が一番強く、そして万仙盟を作った門派。
- 法殿の下

盛京仙門の罰として押し込められる場所。
軍皇山（ぐんおうざん）
軍事力が一番強い門派。
昆侖山（こんろんざん）
修仙門派の起源と言われる門派。歴史が一番長くて、ジジイが多い。

### 霊根
霊根（れいこん）
修仙するには必要な素質。魂の素質。天地霊気から霊気を濾過して吸収し、精錬する魂の外壁的な物であり、人の内面世界では空に該当する存在。霊根を持たない人間は修仙できない。
霊根は基本的に金・木・水・火・土、5つの属性がある。霊根に持つ属性が少ないほど、素質がいいらしい。

#### 天然霊根
生まれついた時から持ってる天然な霊根。
- 五行霊根（ごぎょうれいこん）

偽霊根とも呼ばれる。一番下級の霊根。適量の霊気を吸収できるのだが、五行属性が混ざっていて吸収する過程で属性の分別ができないため、変換率が悪い上に吸収できる霊気がかなり薄くて混濁であった。
- 雑霊根（ざつれいこん）

四か三属性を持っている霊根。霊気の吸収率と変換率がそこそこ。性質上は五行霊根と似たようなもだが一応属性を一個か二個を排除したため、五行霊根よりはマシ。
- 双属性霊根（そうぞくせいれいこん）

真霊根とも呼ばれる。素質は四品か五品あたりに該当する。天地霊気から霊気を濾過して吸収する属性は二つしかないため、吸収率と変換率もかなり良くなっている。この霊根からやっと金丹まで修行することができる。王舞が持っている霊根はこれだったため、金丹から元嬰まで一生かけても突破できない。
- 複合霊根（ふくごうれいこん）

同じ属性を二つ持つ霊根だが、双属性霊根より安定し、属性も相生している為、品数が一つ上にある三品霊根である。この霊根こそが昇仙できる最低基準。海雲帆が持っている柔風弱水（じゅうふうじゃくすい）霊根がこれに該当する。
- 単属性霊根（たんぞくせいれいこん）

吸収率が一番いい霊根。濾過した霊気がかなり純粋になり、濾過網の通過性もかなり高い。

#### 人造霊根
人工的に作った霊根のこと。天然霊根を持たない凡人がどうしても修仙したければ、昇仙散（しょうせんさん）という薬を飲まなければならない。四十五日連続的に飲んでやっと霊根を生やすことができる。しかし、人造霊根を生やす薬はかなりレアで高価なもので、何十万使っても体験版しか買えないぐらい。

#### 地霊根
二品霊根。単属性霊根の中で一番質がいい霊根を指している。聞宝が持っている霊根は土属性の地霊根。

#### 天霊根
一品霊根。単属性霊根の中で一番質がいい霊根を指している。これを持っている人は生まれついた時から天地にあふれる霊気を感じることができる。霊気法力転換や吸収も呼吸するように自然な行為として感じる。
天霊根を持っている人は小さい頃から異能をもっている。霊気の波動がはっきりと光の波として認識できたり、五行を自由自在に変換できたり、花や草などの成長を促進させたりする。
この霊根はレアすぎて百年で一人しかいないぐらい。
- 劫霊根 （ごうれいこん）

天霊根に該当する特別な霊根。この霊根を修行させる方法がすでになくなり、再現できなくなっている。盛京仙門の独孤長老はこの霊根を持っているのに、修行法がないため三百年かけても化神になれないという。
- 星辰霊根 （せいしんれいこん）

天霊根に該当する特別な霊根。風吟がもっている霊根。
- 雷霊根 （らいれいこん）

天霊根に該当する雷の特性を持つ霊根。斬子夜が持っている霊根。

#### 異霊根
五行属性以外の属性を持っている特殊な霊根。必ずしもすごい霊根であるわけでもないが、一部の激レア霊根（空霊根など）はこの霊根に属する。
- 空霊根（くうれいこん）

最高の霊気適応性を持つ霊根である。仙界でも万年経っても一人いるかいないかという、非常に稀な霊根。この霊根を持つ人は必ず特殊な運命を待っていると言われる。修仙界が始まって以来、この霊根持っている人は仙秦始皇と德勝太祖しかいない。王陸はそれぐらいすごい霊根を生まれ持ったのである。天地霊気は空霊根の外壁に精錬された後、認識できない力に変換される。この力は今知っている全ての手段を使っても約束できないため、体に入った途端に体の外へ散ってしまう。
- 剣霊根（けんれいこん）

天霊根よりもレアな霊根。朱詩瑶が持っている霊根。この霊根を持つ人は剣から放つ全ての攻撃を減免できるという。

### 境界（修行レベル）
境界
修行レベル、あるいは修行の段階。錬気が修仙の基本で修行の最初段階。
霊剣派はエリート主義で、門下生の基礎を固めるために錬気の前に体を鍛える段階――つまり鍛体という段階を追加した。

#### 修仙（しゅうせん）
- 修仙界（しゅうせんかい）

仙人の修行をしている人たちのこと。
- 鍛体（たんたい）

体を鍛える段階。民間武術剣術などを学んで、体を極限まで高める。体の能力によって九品から一品までレベルアップしていき、最後は次の段階にはいる。
- 錬気（れんき）

「引気入体」から。大気の中に存在する霊力を体の中に収めて自分の法力に変換して循環させること。
錬気段階になると始めて法術（低レベルの仙術）が使えるようになる。体に収めた法力の量によって九品から一品までレベルアップしていく。
法力が十分貯まれば築基という段階に入ることができる。しかし、錬気から築基になるにはそう簡単には行かない。築基できない修士も大勢いる。
- 築基（ちくき）

築基とは法力を固めて自分の体で自分の世界の基本（土台）を作ること。
築基段階に入ると玉府が形成し、法力が体の外から中まで自動的に循環できるようになる。そして練気より強くなる。
この玉府とは魂の住処。玉府が形成すると、魂の形もはっきりに見えるようになる。
この段階から自分の道（固有スキル）を形成し始める。
法力の量と道に対する理解レベルによって築基九品から一品までレベルアップし、条件が満たせば金丹の錬成ができるようになる。ただし、金丹になるには錬気から築基までの道より厳しい。
寿命が最低限200歳まで伸びる
- 虚丹（きょたん）

金丹になる前の段階。築基で一気に金丹を錬成するではなく、まずは虚丹から錬成する。
元神（人の魂。修行始まる前に人間の魂は形がないという説）が凝結し始めて虚体（霧のような曖昧な形）になって、修行によって少しずつ実体化していく。
法力が少しずつ安定していき、丹の形に凝結し始める。この段階になるとかなり強くなり、その全力の一撃は周囲数百メートルの環境を壊せる。
寿命が最低限300歳まで伸びる。
- 金丹（きんたん）

丹の形がどんどん固まって行き、少しずつ本物の金丹に近づく。しかし、虚丹を本物の金丹に錬成ことはとても難しくてなかなか突破できない者も結構いる。
金丹になるには金丹劫（試練）を超える必要がある。その試練とは自分に対面し、自分と戦うこと。自分をすべてを知り、自分の戦いで勝って、やっと金丹の錬成ができる。金丹を錬成するには今までの知識、経歴、大道から得たものすべてを金丹に込める必要がある。金丹の中には自分の全てが詰めて法力を注いでやっと本物の金丹になることができる。
金丹になれば一人前だと認める証拠として「真人」という称号がつく。金丹の錬成に成功すれば、自分から法力を生成できるようになる。自力で法力を生成できるようになると同時に肉体が生まれ変わり、自分の外見を変えることもできるようになる。その法力の質は虚丹と大違いで、三倍以上の強さががある。
金丹になると虚丹、築基との差がかなり大きくなってくる。単純にレベルアップしたわけではない。
金丹より低い境界では金丹を傷一つも傷つけないほど激しい差があるという。しかし金丹の能力は今までの基礎に影響されるため、質の悪い金丹は低い境界に負けることもある。
つまり、基礎がかたいほど錬成した金丹の質が高くなる。
この金丹は魂の卵とも呼ぶ。法力の循環で溜まった法力、固有スキルの熟練度、経歴、自分に対する理解などによって九品から一品までレベルアップする。
金丹が熟成しきった時、金丹が割れて中から元嬰（新しい自分、魂の分身）が生まれる。金丹から元嬰になる道のりは前より厳しくて、王舞でも一生元嬰になれないほど厳しい。
寿命が最低限500歳まで伸びる。
- 元嬰（がんえい）
- 化神（かしん）
- 合体（がったい）
- 大乗（だいじょう）
- 真仙（しんせん）
- 仙尊（せんそん）
- 仙王（せんおう）

#### 西夷
初級冒険者
鍛体から錬気に該当する。
中級冒険者
築基に該当する。
高級冒険者
虚丹から化神に該当する。
レジェンド聖者
化神頂点から合体真君に該当する。
神祇
真仙に該当する。

### 武器・アイテム

#### 神兵
1. 凡人が使う最高級の武器。
2. 神が使う兵器。

#### 法器（ほうき）
法力が込めた武器やアイテム。修行していない人間でも使えるアイテム。
- 降頭草人（こうとうそうじん）

七品法器。呪いの藁人形。これを使えば相手のレベルを一つ下げることができる。最大3回まで使える。海雲帆が桃源郷クリアした時にもらったアイテム。使うときに言った「連降三品（れんこうさんぴん）」は連続に三回使ってレベルを3下げること。

#### 法宝（ほうほう）
法器よりもワンランク上の武器やアイテム。修行していない人間でもなんとか使えるだが、その法宝の十分の一の力ぐらいしか引き出せない。
- 年剣（ねんけん）と茶剣（ちゃけん）

占いで使う道具。年剣＝年を単位に図れる剣（尺）。茶剣＝お茶一碗を飲む時間を単位に図れる剣（尺）。
一盞茶の時間は約10分。
- 氷封驟雨符（ひょうふうしゅううふ）

六七品の法宝。昇仙大会に出てくる三バカトリオが持っている家伝法宝。黒装束をした女将さんに壊された。
- 流雲無形剣（りゅううんむけいけん）

六七品の法宝。昇仙大会に出てくる三バカトリオが持っている家伝法宝。黒装束をした女将さんに壊された。
- 赤血精気（あかちせいき）

六七品の法宝。昇仙大会に出てくる三バカトリオが持っている家伝法宝。黒装束をした女将さんに壊された。
- 竹剣（ちくけん）

王舞が愛用する剣。正体は竹の枝で、彼女が気を流し込むことで強力な武器となる。竹から作るため、壊されてもすぐに取り出して作ることができる。
- 紫薇軟剣（しびなんけん）

玲が王陸に渡した剣。元ネタは金庸の武侠小説から。

#### 霊宝（れいほう）
法宝よりワンランク上の武器・道具。法宝の中に霊が宿すと、霊宝にランクアップして、持つ能力も数倍アップする。一番下級の九品霊宝一つでも、普通の門派がそれを手にするために血に狂いほど争わせる。修行していない人間では霊宝を使えない上、無理矢理手にするだけでも生気が吸収され、霊宝に殺されてしまう。霊宝の中に宿る霊は器霊（きれい）、剣の場合は剣霊（けんれい）と呼ぶ。
- 履雲靴（りうんか）

王陸が桃源郷をクリアした時にもらった五品霊宝。霊剣派の先祖が錬成した高級霊宝である。金丹頂上ほどの修為がないと使うことできない。これを履けば一歩で千里の距離を越えられる。王陸が無理矢理使ったせいで壊れた。
中に住んでいる器霊は呂芸児。
- 玄霜剣（げんそうけん）

王陸が桃源郷をクリアした時にもらった三品霊宝。氷雪環境では一品霊宝と同じぐらい威力を持つ。その全力の一撃は天地を揺るがすほどある。王陸が無理矢理使ったせいで壊れた。
中に住んでいる剣霊は銀霜。
- 坤山剣（こざんけん）

土属性の八品霊宝。志峰真人が持っていた物だが、王舞との対決に敗れた際、志峰真人が王舞に手渡した後、王陸の愛剣となった。
上記の2つより格は大きく劣るものの、1000年もの長きに渡って使われてきており、使用しない時は爪楊枝くらいの大きさに縮小できる。
中に住んでいる剣霊は梁秋（りゃんしゅう）。

#### 仙宝（仙器）
本物の仙人たちが使う夢幻級武器・アイテム。

#### 使う力
- 心法（しんぽう）

修行の核心方法から略して心法。
- 功法（こうほう）

敵を攻める方法。攻撃法。そしてそのための法術。
- 剣法（けんぽう）

剣技。剣で攻撃する方法。そして剣を使う法術。
- 無相功（むそうこう）

王舞が独創した功法。功法の歴史が長いほど強いのはずだが、この無相功は古代から伝わる仙法と同じぐらいすごい功法。
- 降龍神功（こうりゅうじんこう）

玲の教えてくれた武術。元ネタは金庸小説で出てくる降龍十八掌（こうりゅうじゅうはちしょう）。
- 内視法（ないしほう）

身体の中を視る術。気の流れなどが分かるようになる。
- 抹殺現象

上位技能によって下位技能が上書きされたという事。ただし現段階で王陸の取得している上級技能には何の効果も無いため、走るスピードなどが落ちた。
- 六陽融雪（ろくようゆうせつ、九陽神功（きゅうようしんこう）

抹殺現象の例に出された功法名。
- 御剣飛行（ごけんひこう）、挪騰法（だとうほう）

剣サーフィン。築基期にならなければ扱えない。
中国の仙侠ものではよく見られる術。魔法使いは炎を放ち、僧侶は回復魔法を使い、仙人は剣に乗って飛ぶ。
「だとうほう」と聞こえる部分は原文では「挪騰之法」なのだが、どうも読みが合わない気がする。
- 軽功（きんこう/けいこう）、歩法（ぶほう）

身軽になる武術、歩法。アニメでは「きんこう」と言っているように聞こえる。
- 纏絲歩（てんしほ）

軽功の名前。
- 無相剣訣（むそうけんけつ）、無相剣骨（むそうけんこつ）、無相剣心（むそうけんしん）、無相仙心（むそうせんしん）

無相功の中のバリエーション、剣術だったり鍛錬法だったりと各種項目に分かれている。
- 柔雲剣（にゅううんけん）

- 星辰（せいしん）の力、大衍霊視（だいえんれいし）、霊眼（れいがん）

家元の持つ予知。
- 星辰大衍術（せいしんだいえんじゅつ）

星見、予見の術。
- 内視法（ないしほう）

身体の中を視る術。気の流れなどが分かるようになる。
- 流雲絲（りゅううんし）

霍穎の糸技。
- 神行術（じんこうじゅつ）

岳馨瑶が掌握しつつある速く走る術。
- 玄鉄剣法（げんてつけんぽう）

霊剣派の仙道剣法。元は金庸作品の『神雕剣侠』の主人公の剣法。
- 縹緲仙心（ひょうみょうせんしん）

内門弟子に教えられる心法。
- 騰雲（とううん）の術

- 禁法図（きんぽうず）

- 内丹、放射線、丹気

- 周天星斗封神印（しゅうてんそうとうふうじんりん）

- 雲霧大陣（うんぶだいじん）、護山大陣（ござんだいじん）

- 洗脳無形剣気（せんのうむけいけんきゅう）

すごいデコピン。
- 大根性型（だいこんせいがた）と大智慧（だいちけいがた）

根性で覚えるか、頭を作って覚えるか。
- 霊泉醸（れいせんじょう）

お高い酒。
- 祭練法（さいれんほう）

- 乾元燃血功（けんえんねんけっこう）

- 地梭針（ちりょうしん）

- 庚金剣（こうきんけん）

- 凝震牢（ぎょうしんろう）

王陸を吹き飛ばした技。
- 清潔真言（せいけつしんごん）

何均が村人を騙すために使った清潔にする術。
- 地脈反転術（ちみゃくはんてんじゅつ）

王陸と七星門の家元との戦いで王陸が使った術。山を動かし海を埋める術。地脈をひっくりかえて、高山になせる。金丹レベルですら容易にできるような術ではない。実際は王陸が霊気を操って作り出した幻想。
- 問心剣（もんしんけん）

王陸が身の潔白を証明するために、自分が受けたいと劉顕長老に求めた一つの技である。修士が潔白を証明できないとき、門派の長老に問心剣を求めることができる。長老は仙心を剣にまとわせ、それを弟子の心に問う。弟子の道心と魂への拷問である。見事に受け止められたら弟子の潔白が証明される。しかし、成功できるものはほとんどいない。

### 道具
- 後門の鍵

後門とは裏口入学の裏口という意味に近い。この鍵は玲が大根で稼いだお金が入ってる金庫の鍵である。
- 霄雲古銭（しょううんこせん）

霊剣派を創立した霄雲真人が作ったアイテム。とてもレアなアイテム。身内か、門派に恩がある人しかもらえないアイテム。そのアイテムを使えば、霊剣派にできることならなんでもいい一つだけの願いを叶えてくれるという。家元が間違って王陸ではなく王忠を選んでしまったため、王舞がその間違いを修正するため、王陸に「見返りは？」とその古銭を使うのは今であるというヒントを出し、その真意を読み取った王陸は古銭を使って、王舞の真伝弟子になった（実際は他の長老たちが王陸を弟子にするのを嫌がって、王舞に押し付けた）。
王陸の師匠に務められるのは王舞だけなため、王陸の師匠は最初から決められているらしい。
- 易経洗髄湯（えききんせんずいゆ）

二年間使っていた薬風呂の名前。
- スーパー薬風呂

原文は「超級薬湯」。
- 朱果（しゅか）

- 赤漿果（せきしょうか）、赤荊果（せきけいか）

- 宝具（ほうぐ）

原文は「寶貝/宝贝（パオペイ）」。
- 千年肉霊芝、百年蘿莉草（ひゃくねんロリそう）

- 無相壮骨丹（むそうそうこったん）

- 誠心紙（せいしんし）

- 昆侖鏡（こんろんきょう）

- 昆侖眼鏡（こんろんめがね）

家元の眼鏡。
- 赤煉果（せきけいか）

- 仙璃雲草融雲丹（せんりうんそうゆううんたん）

- 霊丹（れいたん）

- 煉丹爐（れんたんろ）

- 剣丸（けんがん）

- 紫羅喪心虫（しらそうしんちゅう）

- 蠱毒三屍脳神丹（こどくようかいしんたん）

- 聖水（せいすい）

45日間飲み続ければ体内に霊根が宿り、傷につける痛みが消える。七星門の詐欺道具で低劣の人造霊根で作られた物。
- 智力税（ちりょくぜい）

王陸たち新教の基本概念であり、基盤となる税。
- 法壇（ほうだん）

点在する霊気を一か所に集め、それを霊石に変える祭壇。
- 百万混沌壇（ひゃくまんこんとんだん）

王陸が立てた球体型の法壇。
- 房中術（ぼうちゅうじゅつ）

中国古代の有名な方術の一つである、性生活の調節により養生の目的を果たす。
- 霊石（れいせき）

法壇により作られる霊気の塊。大変貴重なもので通貨以上の価値を持つ。
- 六和散（ろくわさん）

正真正銘の人造霊根。高価なもので何十万霊石が必要。
天然の霊根を持たないものが仙人になるにはまずこの人造霊根を45日間続けて飲まなくてはならない。やっと霊根を生やすことができる。

### 精怪（モンスター）
- ブリザードマンモス

原文は「異種猛犸象」、異種マンモス。アニメ3話で出てくるモンスター。三級九品。身長十丈ぐらいある。修行していない者には倒せないほど強いモンスター。このせいで内門弟子の試練をクリアすることが不可能になって数百年の間に合格者がいないという。
霊剣派の先祖が氷風谷のボスを設定するときに、二級九品を三級九品に書き間違ったのでは？と霊剣派の人たちによく言われる。
- 望月狐（ぼうげつこ）
- 鬼猿（きえん）
- 石木猿（しゃくぼくえん）
- 望月吼（ぼうげつこう）

声 - 郝祥海
- 金線赤錬蛇（きんせんせきれんじゃ）

原文は「金線赤煉蛇」
- 九尾天狐（くびてんこ）

### その他（修行用語など）
冒頭の占い
霊剣派の家元が星辰大衍術（せいしんだいえんじゅつ）を使って星空を観察して、剣に反射する光で九州大陸の運命を占っている。的中率はかなり高いらしい。
末法時代（まっぽうじだい）
千年前のとある災難により、九州大陸の法則が変更され、霊気が激減した時代。災難が訪れる前には必ず異変が起こる。例えば大量の流れ星が落ちてくるとか。
修仙界（しゅうせんかい）
仙人を目指している修行している修士たちのこと。その人達が築く社会を指している。修仙界と凡界は同じ大陸の上に存在しているのだが、修仙界は結界などに守られているため、凡人は簡単に修仙界へ行くことができない。そして修士たちの寿命は凡人より何倍以上長いため、凡界への接触は厳しく制限されている。
凡界（ぼんかい）
修行していない一般人が築く社会。
書童（付き人・召使い）
中国古代では未成年の使用人を指している。普通の書童と高級書童がいる。
普通の書童は中国古代の学士が雇った未成年の雑用係。
高級書童は古代のお金持ちの家が雇ったお金持ちの坊ちゃまに付きそう付き人。
中国の創作品の中では高級書童は仕事がほとんどなくて（墨磨きなど）、坊ちゃまと一緒に勉強し、遊ぶ幼なじみのような存在である。
こういう高級書童は名門の屋敷で働いてる使用人の子か、死んだ親戚・知り合いの子を雇うのが普通。
大抵坊ちゃまと同じ歳（歳の差があっても1歳か2歳の差ぐらい）。
こういう高級書童の待遇は高く、特に恩人や親友などの子だった場合、ほぼ養子扱いされている。
王忠は後者に相当する。
VIPルーム
原文は「上房（じょうぼう）」。一番いい部屋を指す。
准入券（じゅんにゅうけん）
「准入」は中国語では「許す」などを意味する。
昇仙大会（しょうせんたいかい）
修仙門派が弟子を大量募集するために開催する試験大会である。約百年一度に開催される。
だが、昇仙大会をやるのは一般門派くらいで、各名門はほぼやらない。
超名門である霊剣派は、占いの結果によって数百年ぶりに昇仙大会を開催することになった。
仙人になりたいけどなかなか仙縁に巡り会えない人にとっては昇仙大会はこれからの人生を決める一大事である。
仙人志望の人にとっても普通の人にとってもこの世界で一番大きい祭り。
他の人が名門に入るためには推薦状か、旅に出た名門長老と巡りあった時にスカウトされるしかない。
霊剣山金橋
金でできた橋。この橋を作ったのは二長老の劉顯。この橋には設定された条件と一致しない人間が通れない仕様。
今回の昇仙大会で設定した条件は「修行一切なし、そして12歳以下」。
アニメでは霧がなくなり、五行変換器が設置されることになったが、原作小説では五行変換器がなく、橋は果てしないほど長く、橋に入れば周りの景色がすぐに霧に覆われ、数メートル以内しか見えなくなってしまう。
仙縁（せんえん）
修仙・仙人の縁。修仙に必要な素質の一つであるとされる。
掌門金印（しょうもんきんいん）
これを持っていれば門派に属する全ての存在を命令することができる。高級靈宝が使えないはずの王陸は、このアイテムのおかげでなんとか使えた。
昇仙図（しょうせんず）
昇仙大会の試験。
飛昇（ひしょう）
仙人になること、昇仙（しょうせん）。修仙は仙人になるための修行ではあるけれど、末法時代以降仙人になった人はほとんどいないという話。
仙縁（おうけ）
修仙・仙人の縁。修仙に必要な素質の一つであるとされる。
人が仙人になるには、まずは霊根が必要。霊根がなければ修仙できない。
霊根はかなりのレア物で、万人の中で一人しか持たないほどレアなため、そんなレアな体質として生まれることは仙人になる縁があるから仙縁という。
天性の裏切り者
原文では「反骨增生」。反骨增生とは天生反骨である。しかし、天性反骨は天性の裏切り者という意味ではなかった。訳すなら天性の反逆者のほうが意味があっている。
反骨とは権威・権力・時代風潮などに逆らう気骨。解りやすく説明すれば「オレは悪くない、間違っているのは世界だ」という中二病。
皇家（おうけ）と修仙世家（しゅうせんせいか）
皇家は名前通り、一国の皇帝の家族のこと。そして、それに属する人たち。
修仙世家とは同じ修士である人が結婚し、世代から世代へと修仙する人材を育つ家のこと。
修仙世家の地位は一国の皇家よりも高く、その中にある名門は万仙盟の中でも影響力があるという。
天地乖離の一剣
原作では王陸が使った玄霜剣の全力の一振りによって四大洞天を繋ぐ空間まで破壊してしまう、天地を裂く一剣だった。そのおかげで、まだ四大洞天の中に試練を受けてる人もみんなで仲良く合格したという。
退婚流（たいこんりゅう）
退婚流。ネット小説のパターンの一つ。退婚とは離婚や婚約の破棄を意味し、「主人公をダメなキャラに設定しておいて、見る目の無い婚約者に主人公を振らせ、後々に主人公が成り上がって、元許嫁を見返す！」というもので、そこから「最初に落として（ストレスを貯めて）、後で上げる（カタルシスを味わう）」パターン全般のことも指す。主人公は男女問わない。
勉強達人
原文は「學霸」。成績がいい人。頭いい上に勉強に努力している人。常に満点やランキングトップにいる人。
降龍神功（こうりゅうじんこう）
元ネタは金庸小説で出てくる降龍十八掌（こうりゅうじゅうはちしょう）
真伝補助金（しんでんほじょきん）
真伝弟子のための補助金。
星辰剣典（むそうけんけつ）
霊剣派に伝わる由緒正しい功法。適応する修士は少ない。
南極仙翁（なんきょくせんおう）
3590歳の人。
トライアスロン
原文は「鉄人三項」。意味はトライアスロン。
薬草学（やくそうがく）
西夷通用語（さいいつようご）
西夷人の語。
九州精怪志（きゅうしゅうモンスターし）
霊剣派試練管理条例第三章第十四条第三列
無相皇骨（むそうこうこつ）
剣骨（けんこつ）
千霊教（せんれいきょう）
太上教主（たいじょうきょうしゅ）
心魔大誓（しんまたいせい）
法術禁制（ほうじゅつきんせい）
法術による青雲峰に張られた結界。
道（どう）
いわゆる道教の中の「道」という概念。天地の法則や、運命、人が歩む道、手段、方法、様々の物。その本質。
道をどれくらい理解することで修行にも影響する。心得た道が修行してる人の固有スキルにもなる。
内府（ないふ）・玉府（ぎょくふ）
中国武侠・仙侠物語の中ではよく使われる言葉。玉府とは魂の住処のような場所で、内面世界の中心、エネルギーを貯まる所。丹田に近い概念。内府とは修行前でまだ形になっていない玉府という。
剣修（けんしゅう）
剣をメイン使うに修士。魔法剣士のようなもの。
邪修（じゃしゅう）
万仙盟に属さない邪悪な修士。
散修（ざんしゅう）
どの門派でも属さない、一人で修行している修士。
双修（そうしゅう）
1.二種類の道を修行していること
2.二人が合体して修行すること
霊気（れいき）、霊力（れいりょく）、法力（ほうりょく）
霊気とは天地にあふれる自然の生命力。気という物。霊力とは霊獣仙獣などの生霊が生まれ持った命の力。そして法力は修行によって霊気や霊力から変換して法術などに使う力。
品級
品は九品が一番低く、一品が一番高い。
級は一級が一番低く、十級が一番高い。級を使うのは精怪の強さを説明する時のみ。
飛剣伝言（ひけんでんごん）
中国語アニメでは「飛剣伝信」。小説では「飛剣伝書」。
ロバ肉バーガー
「驢肉火焼」。
玄天晶（げんてんしょう）
高価な貨幣。
管理育成計画
百年前の計画。いろいろあったらしい。
長袍（ちゃんぱお）
弟子の身分によって違うローブのこと。赤白は真伝弟子。
七星門（しちせいもん）
誰でも仙縁を持てるというふれこみで偽の人造霊根にて人を騙す詐欺まがいの三流門派。ただし、ほとんどの長老は正式な万仙盟出身。
ストーン
ストーンのところも中国語では「平原」。
全九州智力税務管理局（ぜんきゅうしゅうちりょくぜいむかんりきょく）
王陸たちが設立した智力税を管理する新教の正式名称。略して智教。
血雲十二妖邪（けついんじゅうにようじゃ）
血雲教にいる修仙に挫折し無法者になり下がった凄腕修士の12人。
血雲教（けつうんきょう）
血雲峡にある邪教。
県令（けんれい）
県知事にあたる役職。
県炉（けんろ）
本来は男性修士が法力を高めるために交わる女性修士のこと。
光明府（こうみょうふ）
大明国内の全修士関係の書類などを処理する機関。

## 小説既刊一覧
| 巻数             | 発行日付   | ISBN               | 備考                    |
| ---------------- | ---------- | ------------------ | ----------------------- |
| 從前有座靈劍山01 | 2014/9/16  | ISBN 9789863553328 | 第一巻 上山             |
| 從前有座靈劍山02 | 2014/9/23  | ISBN 9789863553922 | 第二巻 山上             |
| 從前有座靈劍山03 | 2014/10/21 | ISBN 9789863554400 | 第三巻 下山             |
| 從前有座靈劍山04 | 2014/11/18 | ISBN 9789863554875 | 第四巻 拜山             |
| 從前有座靈劍山05 | 2014/12/16 | ISBN 9789863555421 | 第五巻 山下             |
| 從前有座靈劍山06 | 2015/1/13  | ISBN 9789863556251 | 第六巻 星辰             |
| 從前有座靈劍山07 | 2015/2/9   | ISBN 9789863556886 | 第七巻 山外有山         |
| 從前有座靈劍山08 | 2015/3/5   | ISBN 9789863557685 | 第八巻 異郷             |
| 從前有座靈劍山09 | 2015/4/9   | ISBN 9789863558279 | 第九巻 歸郷             |
| 從前有座靈劍山10 | 2015/4/30  | ISBN 9789863558781 | 第十巻 金丹             |
| 從前有座靈劍山11 | 2015/6/4   | ISBN 9789863559542 | 第十一巻 歷史           |
| 從前有座靈劍山12 | 2015/7/16  | ISBN 9789864600328 | 第十二巻 群山           |
| 從前有座靈劍山13 | 2015/8/25  | ISBN 9789864600595 | 第十三巻 賽前           |
| 從前有座靈劍山14 | 2015/9/24  | ISBN 9789864601745 | 第十四巻 賽中           |
| 從前有座靈劍山15 | 2015/10/22 | ISBN 9789864602353 | 第十五巻 和平           |
| 從前有座靈劍山16 | 2015/11/24 | ISBN 9789864602872 | 第十六巻 從前（最終巻） |

台湾で出版された小説は誤字・脱字が修正され、さらに毎巻にウェブ小説では語っていない番外編がついている。

## テレビアニメ
日本のスタジオディーンと中国のIT企業・テンセント（騰訊）の子会社である深圳市テンセントコンピュータシステム（深圳市騰訊計算機系統）の共同企画。漫画版を原作としている。
2016年1月より3月まで第1期『霊剣山 星屑たちの宴』（れいけんざん ほしくずたちのうたげ、簡体字中国語: 从前有座灵剑山）が日本のAT-X・TOKYO MX・KBS京都・サンテレビ・テレビ愛知にて放送された。また、中国語版がテンセントにて配信された。
同年10月に第2期『霊剣山 叡智への資格』（れいけんざん えいちへのしかく、簡体字中国語: 从前有座灵剑山 第二季）の製作が発表され、2017年1月から3月まで放送された。原作の展開はそのままに第1期とは実写的な雰囲気へ変える方向性で企画が進行し、実写的な描写に長ける監督自らシナリオに携わる。
東洋経済によると、テンセントコンピュータシステムが制作費の8-9割を単独で出資しており、製作当初から、日本で作られ、日本で放映された日本クオリティのアニメとして中国に逆輸入するという「使命」があったという。テンセントコンピュータシステムは、凱撒（カイザー）と二次利用に関するライセンスを1億元（約16億円）で供与しており、1期の出資も早い段階で回収されたため、二期制作が決定した。

### スタッフ
|                              | 第1期                                                                        | 第2期                                                                        |
| ---------------------------- | ---------------------------------------------------------------------------- | ---------------------------------------------------------------------------- |
| 原作小説                     | 国王陛下                                                                     | 国王陛下                                                                     |
| 原作漫画                     | 猪画&菌小莫                                                                  | 猪画                                                                         |
| 監督・シリーズ構成           | 鈴木行                                                                       | 西澤晋                                                                       |
| キャラクターデザイン         | 飯野まこと（モンスターを含む）                                               | 柳野龍男                                                                     |
| プロップデザイン             | 岸川麻美                                                                     | あおきまほ                                                                   |
| 美術設定                     | 平柳悟                                                                       | 柴田千佳子                                                                   |
| 色彩設計                     | 山部一久                                                                     | 西香代子                                                                     |
| 撮影監督                     | 千葉洋之                                                                     | 鎌田克明、青木孝司                                                           |
| 編集                         | 右山章太                                                                     | 松原理恵                                                                     |
| 音響監督                     | たなかかずや                                                                 | たなかかずや                                                                 |
| 音楽                         | 川﨑龍                                                                       | 川﨑龍                                                                       |
| 音楽                         | N/A                                                                          | 堀田星司                                                                     |
| プロデューサー               | 陸星程                                                                       | 唐云康、宮本逸雄                                                             |
| アニメーションプロデューサー | 宮本逸雄                                                                     | 松田桂一、大野雅義                                                           |
| アニメーション制作           | スタジオディーン                                                             | スタジオディーン                                                             |
| 制作協力                     | スタジオ雲雀                                                                 | マーヴィージャック                                                           |
| 製作                         | 霊剣山製作委員会 （騰訊動漫、スタジオディーン、絵梦動画、嗶哩嗶哩〈第2期〉） | 霊剣山製作委員会 （騰訊動漫、スタジオディーン、絵梦動画、嗶哩嗶哩〈第2期〉） |

### 主題歌

#### 日本語版
第1期
「ファーストエンド」
そらるとまふまふによるオープニングテーマ。作詞・作曲はまふまふ、編曲は岩崎隆一。
「絆」
作詞・歌 - 柿チョコによるエンディングテーマ。作詞は柿チョコ、作曲・編曲は奥山アキラ。
第2期
いずれもMerry☆Go☆Lands（郡亜依、井上菜生、藤田いるか、水野葵、郷原彩音）による楽曲。2曲とも作詞・作曲・編曲は田村昌之。
「限界蹴飛ばして」
オープニングテーマ。
「力に変えて」
エンディングテーマ。

#### 中国語版
第1期
「剣指蒼茫」
叫ぶ獣によるオープニングテーマ。 作詞は琉璃菌、作曲は桂子油、編曲は桂子油、戦場原妖精、老E。
「夕山謡」
叫ぶ獣によるエンディングテーマ。作詞は琉璃菌、作曲・編曲はLBG。
第2期
「栄光」
Evaliaによるオープニングテーマ。作詞はDracaena、作曲・編曲は桂子油。
「帰雲郷」
解憂草によるエンディングテーマ。作詞は蘇薬卿、作曲・編曲は十音。

### 各話リスト
| 話数                         | サブタイトル                 | 脚本                         | 絵コンテ                     | 演出                         | 作画監督                                                           | 総作画監督                   | 美術監督                     | 初放送日                     |                              |                              |                              |                              |                              |                              |                              |                              |                              |                              |                              |                              |                              |                              |                              |                              |
| 第1期『霊剣山 星屑たちの宴』 | 第1期『霊剣山 星屑たちの宴』 | 第1期『霊剣山 星屑たちの宴』 | 第1期『霊剣山 星屑たちの宴』 | 第1期『霊剣山 星屑たちの宴』 | 第1期『霊剣山 星屑たちの宴』                                       | 第1期『霊剣山 星屑たちの宴』 | 第1期『霊剣山 星屑たちの宴』 | 第1期『霊剣山 星屑たちの宴』 | 第1期『霊剣山 星屑たちの宴』 | 第1期『霊剣山 星屑たちの宴』 | 第1期『霊剣山 星屑たちの宴』 | 第1期『霊剣山 星屑たちの宴』 | 第1期『霊剣山 星屑たちの宴』 | 第1期『霊剣山 星屑たちの宴』 | 第1期『霊剣山 星屑たちの宴』 | 第1期『霊剣山 星屑たちの宴』 | 第1期『霊剣山 星屑たちの宴』 | 第1期『霊剣山 星屑たちの宴』 | 第1期『霊剣山 星屑たちの宴』 | 第1期『霊剣山 星屑たちの宴』 | 第1期『霊剣山 星屑たちの宴』 | 第1期『霊剣山 星屑たちの宴』 | 第1期『霊剣山 星屑たちの宴』 | 第1期『霊剣山 星屑たちの宴』 |
| ---------------------------- | ---------------------------- | ---------------------------- | ---------------------------- | ---------------------------- | ------------------------------------------------------------------ | ---------------------------- | ---------------------------- | ---------------------------- | ---------------------------- | ---------------------------- | ---------------------------- | ---------------------------- | ---------------------------- | ---------------------------- | ---------------------------- | ---------------------------- | ---------------------------- | ---------------------------- | ---------------------------- | ---------------------------- | ---------------------------- | ---------------------------- | ---------------------------- | ---------------------------- |
| 1                            | 昇仙大会！                   | -                            | 鈴木行                       | 新子太一                     | 石井ゆみ子                                                         | 石井ゆみ子                   | 羽根広舟                     | 2016年 1月9日                |                              |                              |                              |                              |                              |                              |                              |                              |                              |                              |                              |                              |                              |                              |                              |                              |
| 2                            | 桃源郷の果てに               | -                            | 鈴木行                       | 鈴木芳成                     | 柳野龍男 あおきまほ                                                | 渡辺真由美                   | 羽根広舟                     | 1月16日                      |                              |                              |                              |                              |                              |                              |                              |                              |                              |                              |                              |                              |                              |                              |                              |                              |
| 3                            | 更なる試練                   | -                            | 鈴木行                       | 関大                         | 金二星 許亨準 飯飼一幸 山崎輝彦                                    | 渡辺真由美                   | 九重勝雄                     | 1月23日                      |                              |                              |                              |                              |                              |                              |                              |                              |                              |                              |                              |                              |                              |                              |                              |                              |
| 4                            | 悠久の時を超えて             | -                            | 鈴木行                       | 新子太一                     | 今田茜 木下由衣                                                    | 石井ゆみ子                   | 九重勝雄                     | 1月30日                      |                              |                              |                              |                              |                              |                              |                              |                              |                              |                              |                              |                              |                              |                              |                              |                              |
| 5                            | 無相峰にて                   | -                            | 鈴木行                       | 矢花馨 千葉孝幸              | 小川浩司 吉田肇 桜井木ノ実 飯泉俊臣 李周鉉 SEE JUNGHA              | 渡辺真由美                   | 九重勝雄                     | 2月6日                       |                              |                              |                              |                              |                              |                              |                              |                              |                              |                              |                              |                              |                              |                              |                              |                              |
| 6                            | 無相剣骨、第98版             | -                            | 鈴木行                       | 黒田晃一郎                   | 柳野龍男 あおきまほ 谷口繁則 野村美織                              | 飯野まこと 渡辺真由美        | 九重勝雄                     | 2月13日                      |                              |                              |                              |                              |                              |                              |                              |                              |                              |                              |                              |                              |                              |                              |                              |                              |
| 7                            | 青雲峰試練！                 | -                            | 鈴木行                       | 新子太一 鈴木芳成            | 山内亜紀                                                           | 石井ゆみこ 渡辺真由美        | 九重勝雄                     | 2月20日                      |                              |                              |                              |                              |                              |                              |                              |                              |                              |                              |                              |                              |                              |                              |                              |                              |
| 8                            | 王舞失踪す！                 | -                            | 鈴木行                       | 秦義人                       | 張裕植 金永夏 飯飼一幸 李周鉉                                      | 渡辺真由美                   | 九重勝雄                     | 2月27日                      |                              |                              |                              |                              |                              |                              |                              |                              |                              |                              |                              |                              |                              |                              |                              |                              |
| 9                            | 無相剣骨の閃き               | -                            | 鈴木行                       | 黒田晃一郎                   | 柳野龍男 あおきまほ                                                | 渡辺真由美                   | 九重勝雄                     | 3月5日                       |                              |                              |                              |                              |                              |                              |                              |                              |                              |                              |                              |                              |                              |                              |                              |                              |
| 10                           | 生贄になった少女             | -                            | 木村真一郎 藤原良二          | 新子太一 佐藤和磨            | 池田広明、簾畑由実 萩原正人 室山祥子 野中美希 飯飼一幸             | 石井ゆみ子 渡辺真由美        | 九重勝雄                     | 3月12日                      |                              |                              |                              |                              |                              |                              |                              |                              |                              |                              |                              |                              |                              |                              |                              |                              |
| 11                           | 霊剣派vs盛京仙門！           | -                            | 博多正寿                     | 黒田晃一郎                   | 柳野龍男 あおきまほ 谷口繁則 野村美織 齋藤樹里 今泉竜太 渡辺一平太 | 渡辺真由美                   | 九重勝雄                     | 3月19日                      |                              |                              |                              |                              |                              |                              |                              |                              |                              |                              |                              |                              |                              |                              |                              |                              |
| 12                           | 嵐の前の静寂                 | -                            | 鈴木行 木村真一郎            | 鈴木芳成 佐藤和麿            | 石井ゆみこ 石原恵治 桜井このみ LEE JYUHYON                         | 渡辺真由美                   | 九重勝雄                     | 3月26日                      |                              |                              |                              |                              |                              |                              |                              |                              |                              |                              |                              |                              |                              |                              |                              |                              |
| 第2期『霊剣山 叡智への資格』 |                              |                              |                              |                              |                                                                    |                              |                              |                              |                              |                              |                              |                              |                              |                              |                              |                              |                              |                              |                              |                              |                              |                              |                              |                              |
| 1                            | 帰郷                         | 西澤晋                       | 西澤晋                       | 西澤晋                       | 服部憲知 飯飼一幸                                                  | 柳野龍男                     | 柴田千佳子                   | 2017年 1月8日                |                              |                              |                              |                              |                              |                              |                              |                              |                              |                              |                              |                              |                              |                              |                              |                              |
| 2                            | 戦いの始まり                 | 西澤晋                       | 西澤晋                       | 秦義人                       | 吉田肇 斉木タロヲ 竹内アキラ                                       | 柳野龍男                     | 柴田千佳子                   | 1月15日                      |                              |                              |                              |                              |                              |                              |                              |                              |                              |                              |                              |                              |                              |                              |                              |                              |
| 3                            | 新教設立                     | 西澤晋                       | 藤代和也                     | 藤代和也                     | 飯飼一幸                                                           | 柳野龍男                     | 柴田千佳子                   | 1月22日                      |                              |                              |                              |                              |                              |                              |                              |                              |                              |                              |                              |                              |                              |                              |                              |                              |
| 4                            | 法壇                         | 西澤晋                       | 西澤晋                       | 勝亦祥視                     | 野本正幸                                                           | 柳野龍男                     | 柴田千佳子                   | 1月29日                      |                              |                              |                              |                              |                              |                              |                              |                              |                              |                              |                              |                              |                              |                              |                              |                              |
| 5                            | 仙人への道                   | 西澤晋                       | 西澤晋                       | 所俊克                       | 柳野龍男                                                           | 柳野龍男                     | 柴田千佳子                   | 2月5日                       |                              |                              |                              |                              |                              |                              |                              |                              |                              |                              |                              |                              |                              |                              |                              |                              |
| 6                            | 乾元燃血功                   | 野中雄太                     | 大原実                       | 浅見松雄                     | 柳孝相 石井ゆみ子 柳野龍男                                         | 柳野龍男                     | 柴田千佳子                   | 2月12日                      |                              |                              |                              |                              |                              |                              |                              |                              |                              |                              |                              |                              |                              |                              |                              |                              |
| 7                            | 決着                         | 野中雄太                     | 藤代和也                     | 藤代和也                     | 飯飼一幸 柳野龍男                                                  | 柳野龍男                     | 柴田千佳子                   | 2月19日                      |                              |                              |                              |                              |                              |                              |                              |                              |                              |                              |                              |                              |                              |                              |                              |                              |
| 8                            | 血雲峡                       | 重田善文                     | 西澤晋                       | 秦義人                       | 服部憲知 柳野龍男                                                  | 柳野龍男                     | 柴田千佳子                   | 2月26日                      |                              |                              |                              |                              |                              |                              |                              |                              |                              |                              |                              |                              |                              |                              |                              |                              |
| 9                            | 再会                         | 重田善文                     | 大原実                       | 長尾聡浩                     | Hwang Yeongsik Kim Myeongsim                                       | 柳野龍男                     | 柴田千佳子                   | 3月5日                       |                              |                              |                              |                              |                              |                              |                              |                              |                              |                              |                              |                              |                              |                              |                              |                              |
| 10                           | 召喚                         | 重田善文                     | ボブ白旗                     | 浅見松雄                     | 柳野龍男 柳孝相                                                    | 柳野龍男                     | 柴田千佳子                   | 3月12日                      |                              |                              |                              |                              |                              |                              |                              |                              |                              |                              |                              |                              |                              |                              |                              |                              |
| 11                           | 問心剣                       | 重田善文                     | 西澤晋                       | 藤代和也                     | 柳野龍男                                                           | 柳野龍男                     | 柴田千佳子                   | 3月19日                      |                              |                              |                              |                              |                              |                              |                              |                              |                              |                              |                              |                              |                              |                              |                              |                              |
| 12                           | 新たなる旅立ち               | 野中雄太                     | 大宙征基                     | 村上勉                       | 柳野龍男 あおきまほ                                                | 柳野龍男                     | 柴田千佳子                   | 3月26日                      |                              |                              |                              |                              |                              |                              |                              |                              |                              |                              |                              |                              |                              |                              |                              |                              |

### 放送局
| 放送期間                | 放送時間                     | 放送局     | 対象地域 | 備考             |
| ----------------------- | ---------------------------- | ---------- | -------- | ---------------- |
| 2016年1月9日 - 3月26日  | 土曜 0:00 - 0:30（金曜深夜） | AT-X       | 日本全域 | リピート放送あり |
| 2016年1月10日 - 3月27日 | 日曜 1:30 - 2:00（土曜深夜） | TOKYO MX   | 東京都   |                  |
|                         | 日曜 23:30 - 月曜 0:00       | KBS京都    | 京都府   |                  |
| 2016年1月11日 - 3月28日 | 月曜 23:30 - 火曜 0:00       | サンテレビ | 兵庫県   |                  |
| 2016年1月14日 - 3月31日 | 木曜 3:05 - 3:35（水曜深夜） | テレビ愛知 | 愛知県   |                  |

| 配信期間               | 配信時間           | 配信サイト         | 備考                                                                                  |
| ---------------------- | ------------------ | ------------------ | ------------------------------------------------------------------------------------- |
| 2016年1月15日 - 4月1日 | 金曜 12:00 更新    | ニコニコチャンネル | 1月8日から『霊剣山 星屑たちの前夜祭』常設無料配信 第1話無料、第2話以降1週間無料後有料 |
|                        |                    | GYAO!              | 1月8日から『霊剣山 星屑たちの前夜祭』無料配信 全話1週間無料後削除                     |
|                        | 金曜 22:30 - 23:00 | ニコニコ生放送     | 1月8日に『霊剣山 星屑たちの前夜祭』放送                                               |

| 配信期間       | 配信時間        | 配信サイト                                  | 備考         |
| -------------- | --------------- | ------------------------------------------- | ------------ |
| 2016年1月8日 - | 金曜 昼10時前後 | bilibili・tencent・youku・Letv・iQIYI・PPTV | 常設無料配信 |

| 放送期間                | 放送時間                     | 放送局     | 対象地域 | 備考             |
| ----------------------- | ---------------------------- | ---------- | -------- | ---------------- |
| 2017年1月8日 - 3月26日  | 日曜 0:00 - 0:30（土曜深夜） | AT-X       | 日本全域 | リピート放送あり |
| 2017年1月10日 - 3月28日 | 火曜 0:30 - 1:00（月曜深夜） | TOKYO MX   | 東京都   |                  |
|                         | 火曜 1:00 - 1:30（月曜深夜） | KBS京都    | 京都府   |                  |
|                         |                              | サンテレビ | 兵庫県   |                  |
| 2017年1月12日 - 3月30日 | 木曜 3:05 - 3:35（水曜深夜） | テレビ愛知 | 愛知県   |                  |

| 配信期間        | 配信時間                       | 配信サイト | 備考                             |
| --------------- | ------------------------------ | --- | -------------------------------- |
| 2017年1月13日 - | 金曜 0：00 - 0：30（木曜深夜） | AbemaTV新作アニメch | リピートあり                     |
|                 |                                | ニコニコ生放送 |                                  |
|                 | 金曜 0：00更新（木曜深夜）     | GYAO! | 2017年4月6日まで全話無料後削除   |
|                 |                                | Amazonプライム・ビデオ / ひかりTV dアニメストア / J:COMオンデマンド / 楽天ショウタイム U-NEXT / ビデオパス / ビデオマーケット |                                  |
|                 |                                | アニメ放題 | ソフトバンクの配信サイト         |
|                 |                                | milplus | J:COM及びZTVの配信サイト         |
|                 | 金曜 0：30更新（木曜深夜）     | ニコニコチャンネル | 第1話無料、最新話1週間無料後有料 |

### DVD
| 巻 | 発売日        | 収録話          | 規格品番  |
| -- | ------------- | --------------- | --------- |
| 1  | 2016年3月23日 | 第1話 - 第2話   | FFBN-0001 |
| 2  | 2016年4月27日 | 第3話 - 第4話   | FFBN-0002 |
| 3  | 2016年5月25日 | 第5話 - 第6話   | FFBN-0003 |
| 4  | 2016年6月29日 | 第7話 - 第8話   | FFBN-0004 |
| 5  | 2016年7月27日 | 第9話 - 第10話  | FFBN-0005 |
| 6  | 2016年8月24日 | 第11話 - 第12話 | FFBN-0006 |